# Blessagno
Blessagno – miejscowość i gmina we Włoszech, w regionie Lombardia, w prowincji Como.
Według danych na rok 2004 gminę zamieszkiwały 253 osoby, 84,3 os./km².